# Love Rainbow
「Love Rainbow」（ラヴ・レインボウ）は、日本の歌手、井上陽水のシングルである。2009年4月29日にフォーライフより発売。

## 概要
前作から3年1か月ぶりとなるシングル。この3年1か月の間、再び過去の楽曲にタイアップがつき、計3枚のシングルが再発売されていた。
タイトル曲は3月に発売された資生堂の新商品「ザ・コラーゲン」のCMソングとして起用（4月10日より放送開始）。同CMには女性ファッションモデル10人を起用している。陽水は4月2日、千葉文化会館にて40周年記念全国ツアーの公開リハーサルを行い、CMに出演したモデルたちをコーラスに迎え、この曲を披露した。陽水は歌唱前にモデルたちに視線を送り「こういう形で音楽をやるのは初めて。非常に今日は機嫌がいいです」とコメント。
なお、発売日前日および当日に山野楽器銀座本店にて本作を購入すると、先着で「『Love Rainbow』オリジナル色鉛筆」がプレゼントされた。

## 収録曲
1. Love Rainbow（作詞・作曲:井上陽水 / 編曲:武沢侑昂）
  - 資生堂「ザ・コラーゲン」TV CMソング。この曲のテーマは、個性豊かに輝きを放つ女性たちで、「七色に輝く虹」に例えて歌っている[3]。また、この曲は女性コーラスが前面に出ており、サビで陽水は輪唱するような形で歌っている。コーラスには我那覇美奈・依布サラサ・Rie fu・JUSTINE AND SEAN LISA 鈴木が参加している。全国ツアーの各会場では、来場客の中から女性コーラスを一般公募し、ステージ上で陽水とセッションできる企画が実施された[3]。
2. LOVE LILA（作詞・作曲:井上陽水 / 編曲:今堀恒雄）
  - 映画『ゼラチンシルバーLOVE』主題歌。こちらの曲については2月25日発売の同映画のサウンドトラックにて初収録されていた。

## 注
1. ↑  日刊スポーツ 2009年4月3日
2. ↑  井上陽水 │ FOR LIFE MUSIC ENTERTAINMENT,INC.(4月18日更新分)
3. 1 2  井上陽水、約3年ぶりとなるニュー・シングル“Love Rainbow”を4月29日にリリース決定! - bounce.com ［ニュース］